# Franz Staffa (Politiker, 1907)
Franz Staffa (* 6. Mai 1907 in Felixdorf; † 6. Februar 1981 in Wiener Neustadt) war ein österreichischer Politiker (SPÖ) und Gemeindeangestellter. Staffa war Abgeordneter zum Landtag von Niederösterreich und von 1959 bis 1962 Abgeordneter zum Nationalrat.

## Leben
Staffa besuchte die Volksschule in Felixdorf, war jedoch ab seinem zehnten Lebensjahr auf Grund von Krankheit vom Schulbesuch befreit. Er absolvierte eine Lehre als Weber und war in der Folge beruflich als Weber in Felixdorf aktiv. In der Folge war er zudem als Textilarbeiter und Bauhilfsarbeiter beschäftigt.

## Politik
Staffa engagierte sich in sozialistischen Jugendorganisationen und wurde 1934 aus politischen Gründen verhaftet und im Anhaltelager Kaisersteinbruch und im Anhaltelager Wöllersdorf inhaftiert. Während des Zweiten Weltkriegs war er in der Rüstungsindustrie dienstverpflichtet, wobei er 1941 erneut aus politischen Gründen verhaftet wurde. Nach dem Ende des Zweiten Weltkriegs war Staffa Angestellter der Kammer für Arbeiter und Angestellte Niederösterreich.
Staffa wirkte von 1948 bis 1952 sowie von 1955 bis 1960 als Gemeinderat in Felixdorf. Er war geschäftsführender Obmann des Sozialistischen Gemeindevertreterverbandes in Niederösterreich und vertrat die SPÖ vom 12. Dezember 1945 bis zum 4. Juni 1959 im Niederösterreichischen Landtag. Zudem war er vom 9. Juni 1959 bis zum 14. Dezember 1962 Abgeordneter zum Nationalrat.